# Somnio
Die Somnio (Latein; auf Deutsch ich träume) ist eine im Bau befindliche Megayacht. Sie wird derzeit auf einer Werft der norwegischen VARD-Gruppe gebaut und soll 2025 vom Stapel laufen. Zu diesem Zeitpunkt soll sie die größte Yacht der Welt sein. Eine weitere Besonderheit wird das Wohnkonzept der Yacht sein: Sie soll nicht einem Eigentümer gehören, sondern einer Eigentümergemeinschaft, deren Mitglieder die an Bord befindlichen Apartments besitzen.

## Geschichte
Die Idee des geteilten Wohnschiffes geht zurück auf den norwegischen Reeder Knut Kloster, der als Pionier der modernen Kreuzfahrt gilt.
Die Somnio wird auf der Werft Vard Søviknes in Søvik in der norwegischen Kommune Ålesund gebaut. Auftraggeber ist die Firma Somnio Superyachts, eine Ausgründung der VARD-Gruppe.  Verkleidung und Innenausbau sollen auf der Werft Vard Tulcea im rumänischen Tulcea erfolgen. Projektleiter ist Erik Bredhe, der zuvor Kapitän auf dem von Kloster konzipierten Kreuzfahrtschiff The World war. Die federführende VARD-Gruppe gehört zum italienischen Fincantieri-Konzern.
Der Stapellauf ist für 2025 geplant. Die Somnio soll dann das zweite Seeschiff nach der 2003 in Betrieb genommenen The World sein, auf dem man Apartments erwerben kann. Die Baukosten sollen sich laut Hersteller auf 600 Millionen US-Dollar belaufen. Mehrere Apartments sollen bereits verkauft worden sein.

## Ausstattung
Die Yacht soll nach den Plänen der beiden federführenden Designstudios, Tillberg Design of Sweden und Winch Design (Vereinigtes Königreich), mit einer Länge von 222 Metern, einer Breite von 27 Metern und einer Bruttoraumzahl von 33.500 die größte Yacht der Welt werden. Veranschlagt wird eine Besatzung von etwa 170 Mann. Die Besatzung ist auch für die Planung der Fahrrouten und der Ausflugsprogramme an Land zuständig, wobei die Apartmenteigentümer diesbezüglich „Empfehlungen“ abgeben dürfen.
Neben Gemeinschaftseinrichtungen soll die Yacht über 39 Apartments auf sechs Decks verfügen, deren Kaufpreis je nach Größe mindestens elf Millionen US-Dollar betragen soll. Die Käufer können die zwischen 180 m² und 960 m² großen Apartments mit Hilfe eines von drei zur Auswahl stehenden Designstudios (neben Tillberg und Winch auch das schwedische Studio Luttenberger Design) nach eigenen Vorstellungen gestalten. Zu den Gemeinschaftseinrichtungen gehören mehrere Restaurants und Bars, ein Weinkeller sowie ein Beach Club mit Anlegestelle für Zubringer- und Sportschiffe. Für den Betrieb des Schiffes und der Einrichtungen müssen die Apartmenteigentümer jährlich eine Gebühr bezahlen. Eine Vermietung der Apartments durch die Eigentümer ist vertraglich ausgeschlossen.
Die Yacht soll während ihrer Fahrten temporär Wissenschaftler beherbergen; für diese soll Forschungsausrüstung an Bord zur Verfügung stehen.